# Mount Bellows
Mount Bellows ist ein 2390 m hoher Berg in der antarktischen Ross Dependency. Er ragt 5 km westlich des Layman Peak an der Ostseite des Ramsey-Gletschers auf.
Das Advisory Committee on Antarctic Names benannte ihn nach Frederick A. Bellows (* 1942), Funker der United States Navy auf der McMurdo-Station im Jahr 1964.